# 1987 DB6
1987 DB6 är en asteroid i huvudbältet som upptäcktes den 22 februari 1987 av den belgiske astronomen Henri Debehogne vid La Silla-observatoriet.
Asteroiden har en diameter på ungefär 13 kilometer och den tillhör asteroidgruppen Dora.